# Bad Reputation (album)
Bad Reputation debitantski je samostalni album američke glazbenice Joan Jett. Album je prvobitno objavila sama Jett 17. svibnja 1980. godine kao istoimeni album nakon raspada njena prijašnja sastava The Runaways. Album je zatim, 23. siječnja 1981. godine objavila diskografska kuća Boardwalk Records kao Bad Reputation.
Album je Jett donio slavu, posebice naslovnim hitom.

## Popis pjesama
| 1. | »Bad Reputation«                  | 2:49 |
| 2. | »Make Believe«                    | 3:11 |
| 3. | »You Don't Know What You've Got«  | 3:44 |
| 4. | »You Don't Own Me«                | 3:27 |
| 5. | »Too Bad on Your Birthday«        | 2:58 |
| 6. | »Do You Wanna Touch Me (Oh Yeah)« | 3:48 |

| Druga strana | Druga strana                  | Druga strana | Druga strana | Druga strana | Druga strana | Druga strana | Druga strana | Druga strana | Druga strana |
| Br.          | Skladba                       | Trajanje     |              |              |              |              |              |              |              |
| ------------ | ----------------------------- | ------------ | ------------ | ------------ | ------------ | ------------ | ------------ | ------------ | ------------ |
| 7.           | »Let Me Go«                   | 2:42         |              |              |              |              |              |              |              |
| 8.           | »Doing Alright with the Boys« | 3:38         |              |              |              |              |              |              |              |
| 9.           | »Shout«                       | 2:48         |              |              |              |              |              |              |              |
| 10.          | »Jezebel«                     | 3:28         |              |              |              |              |              |              |              |
| 11.          | »Don't Abuse Me«              | 3:38         |              |              |              |              |              |              |              |
| 12.          | »Wooly Bully«                 | 2:20         |              |              |              |              |              |              |              |
| 38:31        |                               |              |              |              |              |              |              |              |              |

## Zasluge
| - Joan Jett – glavni i prateći vokali; glavna i ritam gitara - Lea Hart – glavna i ritam gitara; prateći vokali - Buzz Chandler – glavna gitara na pjesmi 2 - Frank Infante – gitara na pjesmama 2, 12, 13 - Lou Maxfield – glavna gitara na pjesmama 3 i 15 - Sean Tyla – akustična gitara na pjesmi 10 - Steve Jones – bas gitara; glavna i ritam gitara na pjesmi 4; bas gitara i glavna gitara na pjesmi 11 - Eric Ambel – gitara na pjesmi 16 (2006.) - Kenny Laguna – glasovir; organ; klarinet; tamburin; prateći vokali - Jeff Bannister – glasovir na pjesmama 4 i 11 - Jeff Peters – bas gitara; prateći vokali | - Richard D'Andrea – bas-gitara na pjesmama 3 i 15 - Micky Groome – bas-gitara na pjesmama 12 i 13 - Paul Simmons – bubnjevi; prateći vokali - Clem Burke – bubnjevi na pjesmama 12 i 13 - Paul Cook – bubnjevi na pjesmama 4 i 11 - Joel Turrisi – bubnjevi na pjesmama 3 i 15 - Johnny Earle – saxophone na pjesmama 6 i 9 - Mick Eve – saksofon na pjesmama 4 i 11 - Commander Goonwaddle – zvona na pjesmi 7 - Ritchie Cordell – zvučni efekti; prateći vokali - Martyn Watson – prateći vokali - Rainbow Smith – prateći vokali |

Ostalo osoblje
- Kenny Laguna – producent
- Ritchie Cordell – producent
- Mark Dodson – inženjer zvuka, dodatni producent
- Steve Jones – producent pjesama 4 i 11
- Paul Cook – producent pjesama 4 i 11
- Joe Latimer – inženjer
- Stuart Panes – inženjer
- Butch Yates – pomoćnik inženjera
- Malcolm Davis – mastering